# Paul Johansson (skådespelare)
Paul Joseph Otto Johansson, född 26 januari 1964 i Spokane, Washington, USA, är en amerikansk-kanadensisk skådespelare.
Han är mest känd för sin roll som Daniel "Dan" Scott i TV-serien One Tree Hill. Han har även medverkat i Beverly Hills som den stöddige John Sears och i Parker Lewis som Nick Comstock. Man kan även se honom dyka upp i filmen The Notebook där han spelar Mrs Hamiltons grovarbetande ungdomskärlek.
Johansson har regisserat filmen Atlas Shrugged: Part I.